# Josef Heger
Josef Heger (7. května 1885 Nyklovice u Žďáru nad Sázavou – 6. ledna 1952 tamtéž) byl český římskokatolický teolog, duchovní, hebraista, profesor Univerzity Karlovy a překladatel Bible.

## Život
Josef Heger se narodil v selské rodině, roku 1908 ukončil studium teologie v Brně a působil tam jako kaplan. Roku 1911 odjel na delší studijní cestu do Palestiny, což rozhodlo o jeho životním povolání. Po návratu získal doktorát teologie ve Vídni a působil jako profesor na gymnáziu v Moravských Budějovicích. Roku 1924 se stal profesorem Starého zákona na alumnátu v Brně a roku 1930 začal překládat biblické knihy. Překlad knihy Ijjób (Kniha Jób) vzbudil zájem klasického filologa prof. Ferdinanda Stiebitze a Heger byl povolán na Teologickou fakultu Univerzity Karlovy, kde byl roku 1936 zvolen děkanem. Za války, když byly vysoké školy zavřeny, působil jako farář na Vysočině a roku 1945 se vrátil do Prahy. Když roku 1951 dokončil překlad Starého zákona, byl už silně omezen nemocí, na niž o rok později zemřel.

## Překlad Bible
Hegerovy překlady se snaží zachovat semitský charakter textů i jejich jazykový rytmus. Vycházely v letech 1931 – 1947 po jednotlivých knihách či skupinách, celý Starý zákon vydali jeho žáci a pozdější profesoři Jan Merell a František Kotalík ve třech svazcích až v letech 1953 – 1958.